# Comuna Letnița, Loveci
Letnița (în bulgară Летница) este o comună în regiunea Loveci, Bulgaria, formată din orașul Letnița și satele Gorsko Slivovo, Krușuna și Kărpacevo. 

## Demografie
Componența etnică a comunei Letnița
     Turci (12,2%)
     Nicio identificare (10,85%)
     Romi (2,93%)
     Bulgari (69,65%)
     Altele (4,34%)
La recensământul din 2011, populația comunei Letnița era de 3.776 locuitori. Din punct de vedere etnic, majoritatea locuitorilor (69,65%) erau bulgari, existând și minorități de turci (12,2%) și romi (2,93%). Pentru 10,85% din locuitori nu este cunoscută apartenența etnică.